# Andrea Bina
Andrea Bina (* 1967 in Linz) ist eine österreichische Kulturmanagerin, Kunsthistorikerin und Museumsleiterin.

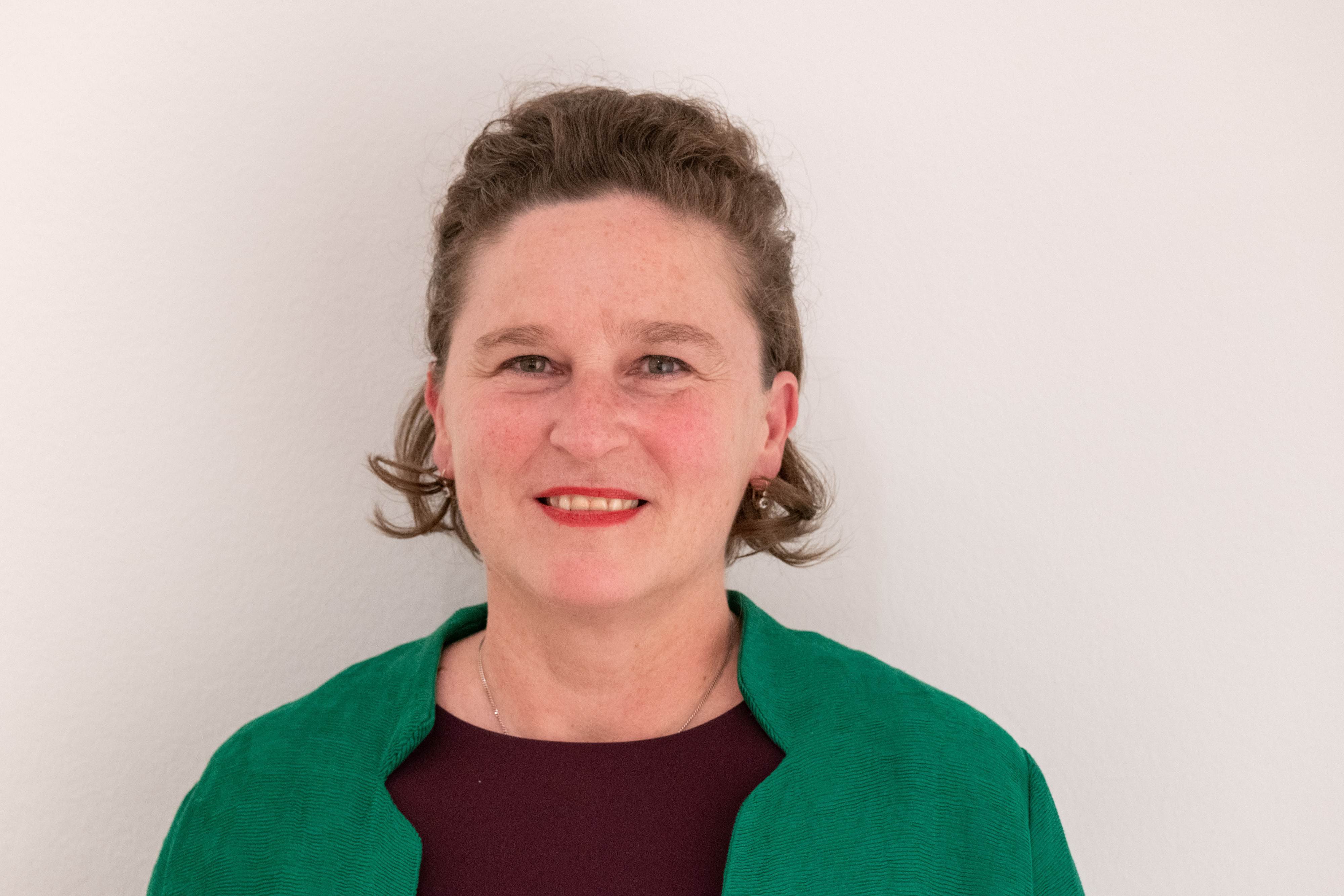
Andrea Bina (2022)

## Leben
Andrea Bina verbrachte ihre Kindheit und Jugend in Linz. Nach der Matura absolvierte sie ein Studienjahr in Atlanta, Georgia. Danach machte sie eine Lehre zur Buchhändlerin im British Bookshop in Wien. Sie studierte Theaterwissenschaft, Kunstgeschichte, Geschichte und Germanistik an der Universität Wien, an der Akademie der bildenden Künste Wien und der Universität für angewandte Kunst Wien sowie Kulturmanagement am Institut für Kulturmanagement und Gender Studies (IKM) der Universität für Musik und darstellende Kunst Wien.
Ihre berufliche Tätigkeit startete Andrea Bina 1998 als wissenschaftliche Mitarbeiterin der Neuen Galerie der Stadt Linz, dem heutigen Lentos Kunstmuseum Linz. Dort arbeitete sie von 2003 bis 2010 als Kuratorin und Leiterin der Fachbibliothek.
Im Jahr 2010 wurde Andrea Bina mit der Leitung des Linzer Stadtmuseums Nordico beauftragt. Sie folgte damit Willibald Katzinger und war in ihrer Funktion Stella Rollig unterstellt. Unter ihrer Leitung fanden Ausstellungen an der Schnittstelle zwischen Kunst, Architektur und Stadtgeschichte statt, darunter Architektur in Linz, 1900–2011, Urfahraner Jahrmarkt, Geteilte Stadt (Kuratoren: Klaudia Kreslehner, Georg Thiel), Erzähl uns Linz (Kuratoren: Lorenz Potocnik, Klaudia Kreslehner), Tabakfabrik Linz (Kuratoren: Andrea Bina in Zusammenarbeit mit Sabine Fellner und Georg Thiel), An der Donau. Flussgeschichten einer Stadt, Wer war 1968? Kunst, Architektur, Gesellschaft (Kuratoren: Hedwig Saxenhuber, Georg Schöllhammer), Stadtoasen, Wunderkammer Pachinger, Egon Hofmann–Linz, Auguste Kronheim, Prost, Mahlzeit!, Klemens Brosch, Gebaut für Alle, Der junge Hitler Prägende Jahre eines Diktators (Andrea Bina, Lisa Schmidt, Andreas Strohhammer), Auftritt der Frauen (Sabine Fellner (Konzept), Andrea Bina).  Die von Bina mitherausgegebenen Bücher spiegeln die thematischen Schwerpunkte der Ausstellungen wider. Seit 2017 ist Hemma Schmutz in der Nachfolge von Stella Rollig künstlerische Direktorin des Lentos Kunstmuseums Linz und des Stadtmuseums Nordico.
2025 wird das Nordico mit dem Österreichischen Museumspreis ausgezeichnet.
2021 und 2022 war Andrea Bina gemeinsam mit Tobias Hagleitner Kuratorin für die Kunstankäufe der Stadt Linz.
Sie war 2022 in der Jury für den Österreichischen Museumspreis. Sie war Vorstandsmitglied des Architekturforums Oberösterreich und ist Mitglied im Museumsbeirat des Bundeskanzleramtes.
Andrea Bina lebt und arbeitet in Linz und Wien.

## Ausstellungskataloge (Auswahl)
Herausgeberschaft
- Bernhard Widder, Elisabeth Nowak-Thaller, Peter Baum, Herbert Bayer, Andrea Bina, Martin Hochleitner: ahoi herbert! Herausgeber Lentos Kunstmuseum Linz, Verlag Bibliothek der Provinz, Weitra 2009, ISBN 978-3-900000-06-6.
- Linz-Blick. Verlag Bibliothek der Provinz, Weitra 2009, ISBN 978-3-85252-982-0.
- Andrea Bina, Sabine Fellner, Georg Thiel: Tabakfabrik Linz. Herausgeber Nordico, Verlag Anton Pustet, Salzburg 2010, ISBN 978-3-7025-0633-9.
- Andrea Bina, Birgit Kirchmayr, Brigitte Reutner, Andreas Stohhammer: Klick. Verlag Anton Pustet, Salzburg 2016, ISBN 978-3-7025-0833-3.
- Andrea Bina, Magnus Hofmüller, Karin Standler: Im Garten – Lebensräume zwischen Sehnsucht und Experiment. Herausgeber Nordico, Verlag Anton Pustet, Salzburg 2011, ISBN 978-3-7025-0648-3.
- Andrea Bina, Lorenz Potocnik (Hrsg.): Architektur in Linz 1900–2011. Springer Verlag, Wien/New York 2012, deutsch: ISBN 978-3-7091-0825-3, englisch: ISBN 978-3-7091-0831-4.
- mit Thomas Baum: Erzähl uns Linz / Stadtgeschichten suchen, sammeln und erleben. Verlag Nordico Stadtmuseum, Linz 2012, ISBN 978-3-9503134-1-3.
- Andrea Bina, Georg Thiel: Urfahraner Markt. Herausgeber Nordico, Verlag Anton Pustet, 2017, ISBN 978-3-7025-0859-3.
- Andrea Bina, Albert Müller, Brigitte Reutner, Franz Schuh: Auguste Kronheim – Holzschnitte und Zeichnungen. Verlag Bibliothek der Provinz, Weitra 2017, ISBN 978-3-99028-722-4.
- Andrea Bina, Klaudia Kreslehner, Barbara Veitl: Stadtoasen. Herausgeber Nordico, Böhlau Verlag, Wien 2018, ISBN 978-3-205-20798-6.
- Andrea Bina, Brigitte Reutner: Das stille Vergnügen Meisterzeichnungen aus der Sammlung Justus Schmidt. Hirmer Verlag, 2019, ISBN 978-3-7774-3329-5.
- Andrea Bina, Michaela Nagl: Egon Hofmann-Linz. Künstler – Industrieller – Kosmopolit. Herausgeber Nordico, Verlag Anton Pustet, Salzburg 2020, ISBN 978-3-7025-0971-2.
- Andrea Bina, Georg Wilbertz: Gebaut für Linz. Curt Kühne und Julius Schulte planen das soziale Linz. Herausgeber Nordico, Verlag Anton Pustet, Salzburg 2021, ISBN 978-3-7091-0825-3.
- Andrea Bina, Sabine Fellner: Auftritt der Frauen: Künstlerinnen in Linz 1851–1951. Herausgeber Nordico, Verlag Anton Pustet, Salzburg 2022, ISBN 978-3-7025-1042-8.